# Theodoor Boeyermans

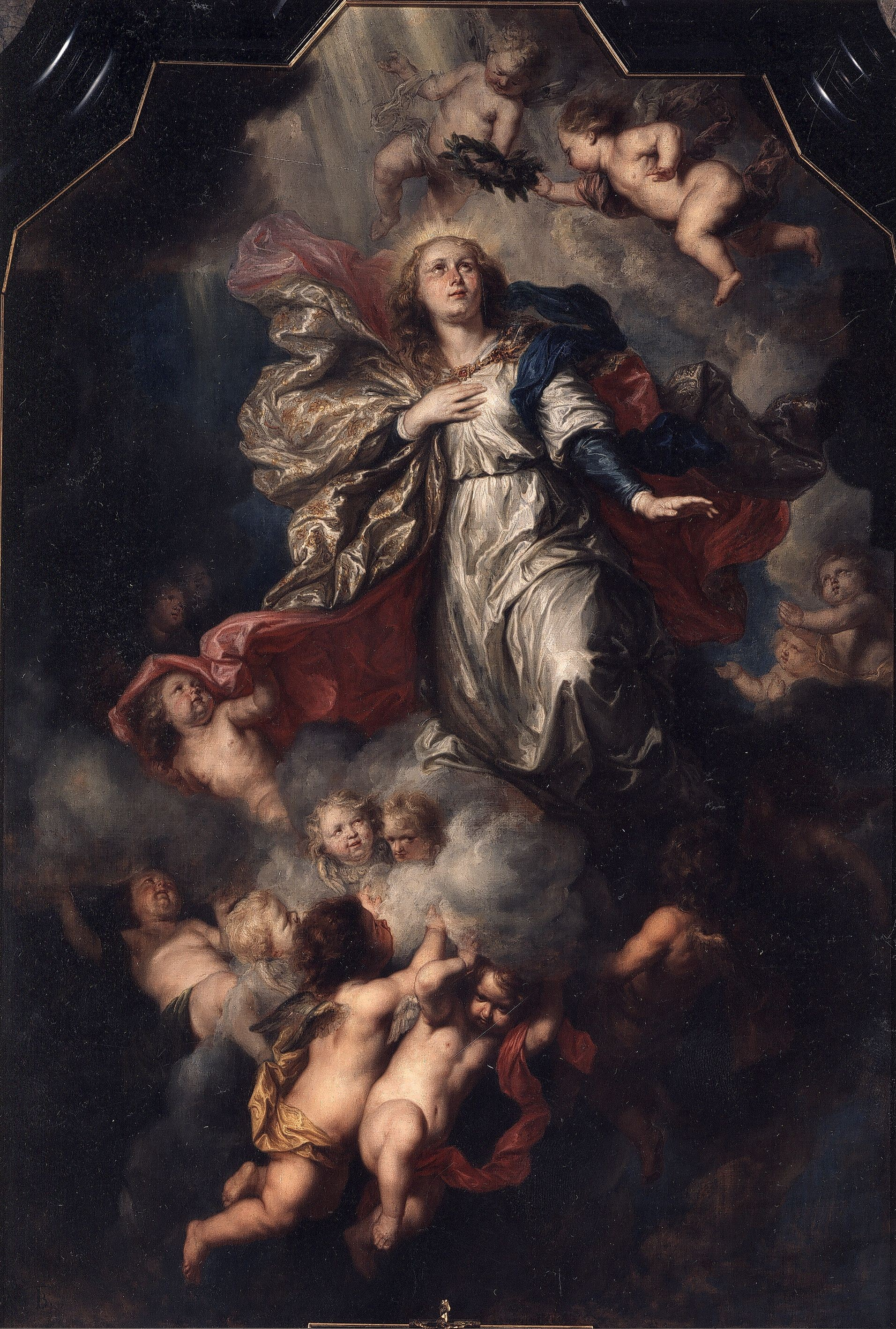
Theodor Boeyermans Marias himmelsfärd.

Theodoor Boeyermans (eller Boeijermans), född (döpt den 10 november) 1620 i Antwerpen, död där i januari 1678, var en flamländsk målare.

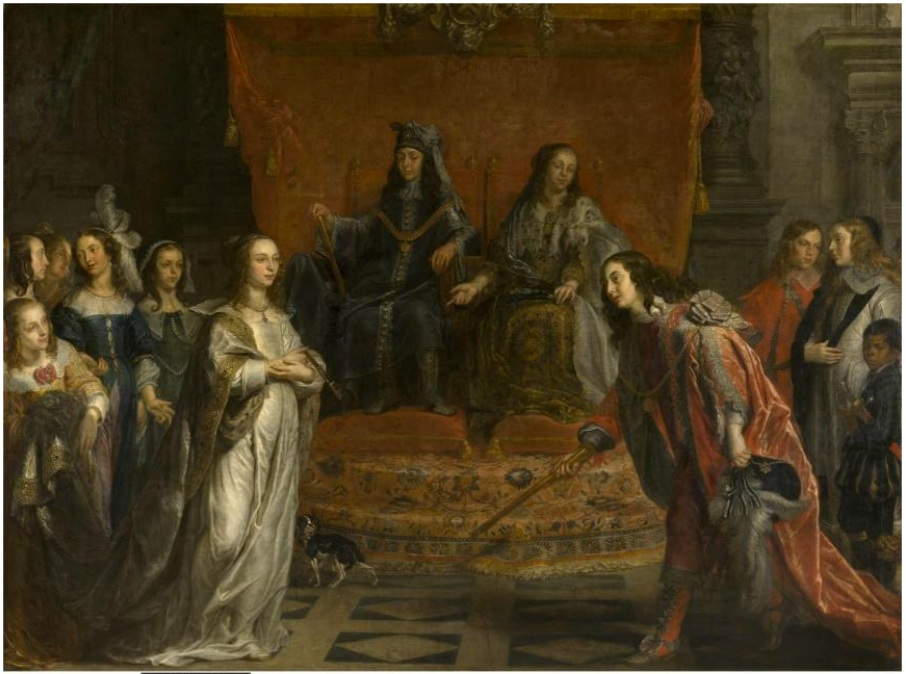
Theodoor Boeyermans Ambassadören.

Boeyermans blev efter långvariga resor, under vilka han kanske var van Dycks lärjunge, 1654 mästare i sin hemstads målargille. Han var en skicklig porträttmålare med fri, halvt historisk, halvt genreartad uppfattning. Han målade även genrebilder, som Ambassadören och Visiten i Antwerpens museum, samt religiösa tavlor, som Marias himmelsfärd (1671) i Jakobskyrkan i samma stad.